# 平瀬八幡神社
平瀬八幡神社（ひらせはちまんじんじゃ）は、岐阜県大野郡白川村平瀬にある神社（八幡神社）である。

## 概要
白川村南部の平瀬区の産土神である。創建時期は不詳 。
1990年（平成2年）に白川村大字馬狩の八幡神社（馬狩八幡神社）を合祀する。尚、馬狩八幡神社は1885年（明治27年）に白川村大字大牧の八幡神社（大牧八幡神社）から分祀した神社であるが、大牧八幡神社は大牧地区が御母衣ダムのダム湖で水没するため1955年（昭和30年）に馬狩八幡神社に合祀されている。そのため、平瀬八幡神社には大牧八幡神社と馬狩八幡神社が合祀されていることになる。
白川村では5つの神社（白川八幡神社、飯島八幡神社、鳩谷八幡神社、木谷白山神社、平瀬八幡神社）でどぶろく祭りが行われる。平瀬八幡神社のどぶろく祭りは、5社のうち最初（9月下旬）に行われる。尚、白川八幡神社、飯島八幡神社、鳩谷八幡神社のどぶろく祭は観光客が多く参加するが、平瀬八幡神社のどぶろく祭は地元住民ための祭である。

## 祭神
- 応神天皇[1]

## 文化財
どぶろく祭
- 鳩谷八幡神社、白川八幡神社、飯島八幡神社、平瀬八幡神社、木谷白山神社などの白川村の各地区の神社で行われる。祭礼に神酒としてどぶろくが用いられ、参拝者に振る舞われる。1970年（昭和45年）12月に白川村の民俗文化財に指定されている[5]。